# Orthotmeta
Orthotmeta là một chi bướm đêm thuộc họ Geometridae.